# قیدلی بلاغ
قیدلی بلاغ، روستایی از توابع بخش صالح‌آباد شهرستان بهار در استان همدان ایران است.

## جمعیت
این روستا در دهستان دیمکاران قرار دارد و براساس سرشماری مرکز آمار ایران در سال ۱۳۹۵، جمعیت آن ۲۶۹ نفر (۸۵خانوار) بوده‌است.
مردم این روستا به زبان ترکی آذربایجانی تکلم می کنند
عمده فعالیت مردم این روستا کشاورزی و دامپروری می باشد